# Генрі Потоньє
Генрі Потоньє (16 листопада 1857 — 28 листопада 1913) — німецький ботанік і палеоботанік, відомий своїми дослідженнями утворення вугілля.

## Життєпис
Потоньє народився в Берліні. Він вивчав ботаніку в Берлінському університеті, а з 1880 року працював науковим співробітником у ботанічному саду в Берліні. У 1885 році він приєднався до Прусської геологічної служби і з того часу присвятив більшу частину свого часу палеоботанічним дослідженням. У 1891 році він був призначений професором палеоботаніки в Гірничій академії в Берліні, а приблизно в 1901 році став професором палеоботаніки та геології в університеті.
У 1888 році він став редактором Naturwissenschaftliche Wochenschrift, періодичного видання, з яким він був пов'язаний протягом 24 років , і підтримував кілька асоціацій, присвячених популяризації науки в Берліні, таких як Urania. 
Він жив на Potsdamer Straße 35 у Groß-Lichterfelde (нині частина Берліна), де й помер у 1913 році у віці 56 років.